# Iglesia de San José (Podgórze)
La Iglesia de San José en Cracovia, (en polaco: Kościół św. Józefa) es un templo de culto católico situado en el barrio de Podgórze, al sur de Cracovia (Polonia). Fue construida entre los años 1895 y 1909 en estilo neogótico, según diseño del arquitecto polaco Jan Sas Zubrzycki (1860-1935), creador del estilo que ha sido llamado gótico del Vístula.

## Descripción
La iglesia está inspirada en la de la Basílica de Santa María (Cracovia). Situada en el mismo lugar en el que existía una anterior que fue derruida, cuenta con una esbelta torre poligonal de 80 metros de altura que se alza sobre el crucero, a ambos de lados de la entrada, sendas torres más bajas terminadas en pináculo que enmarcan una gran vidriera central. La fachada principal consta de tres puertas rodeadas de numerosas esculturas de santos. El interior, también en estilo neogótico, tiene varias capillas laterales y un altar central dedicado a San José que fue realizado entre 1908 y 1909.
En 1999 el entonces párroco Franciszka Kołacza, emprendió la renovación y restauración del templo que afectó a los altares, púlpito y órgano. La iglesia recuperó su color interior original de tono gris que había sido  sustituido por un tono azul-verdoso en un periodo anterior.

## Galería de imágenes

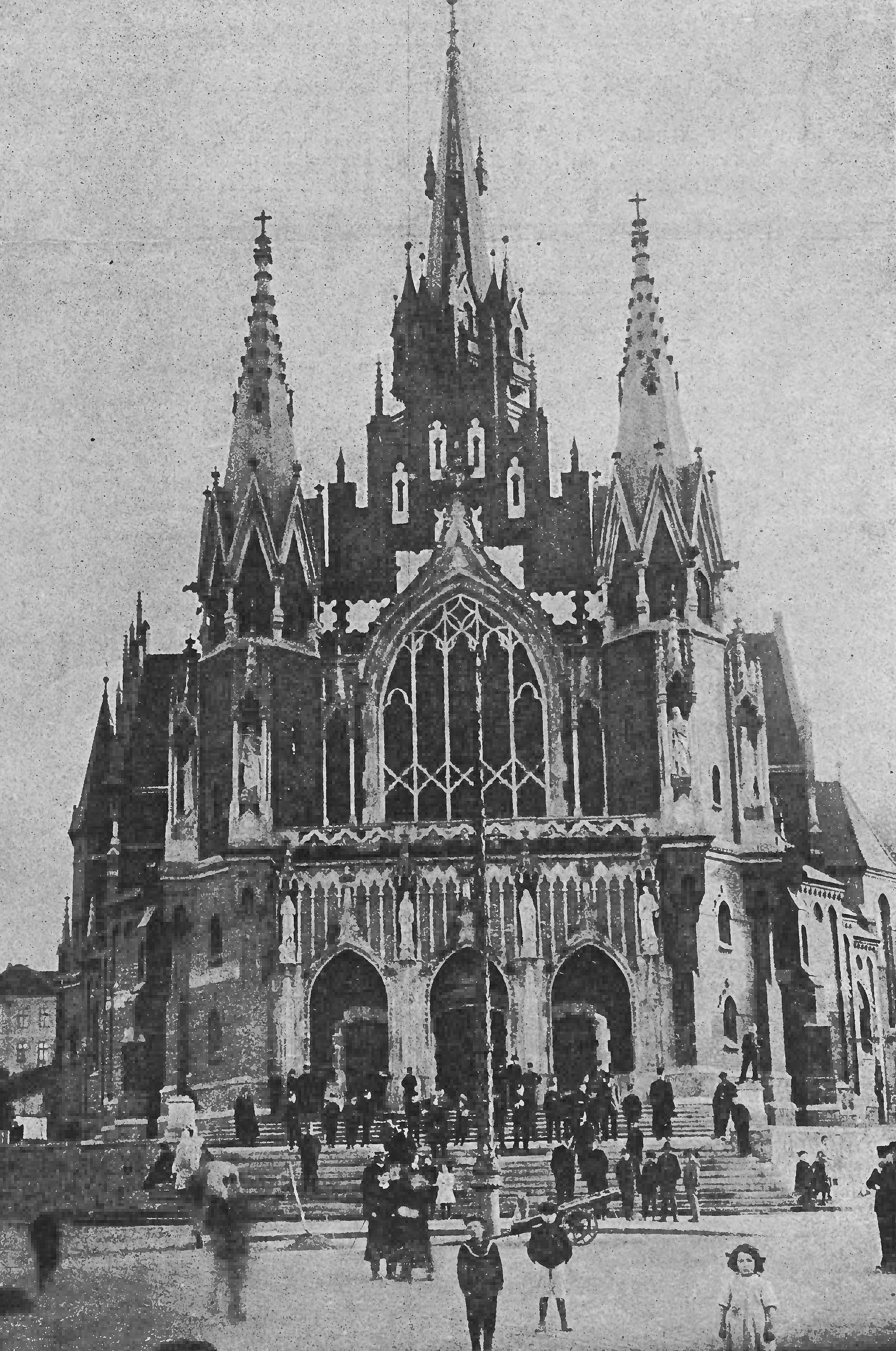
Iglesia durante la consagración.
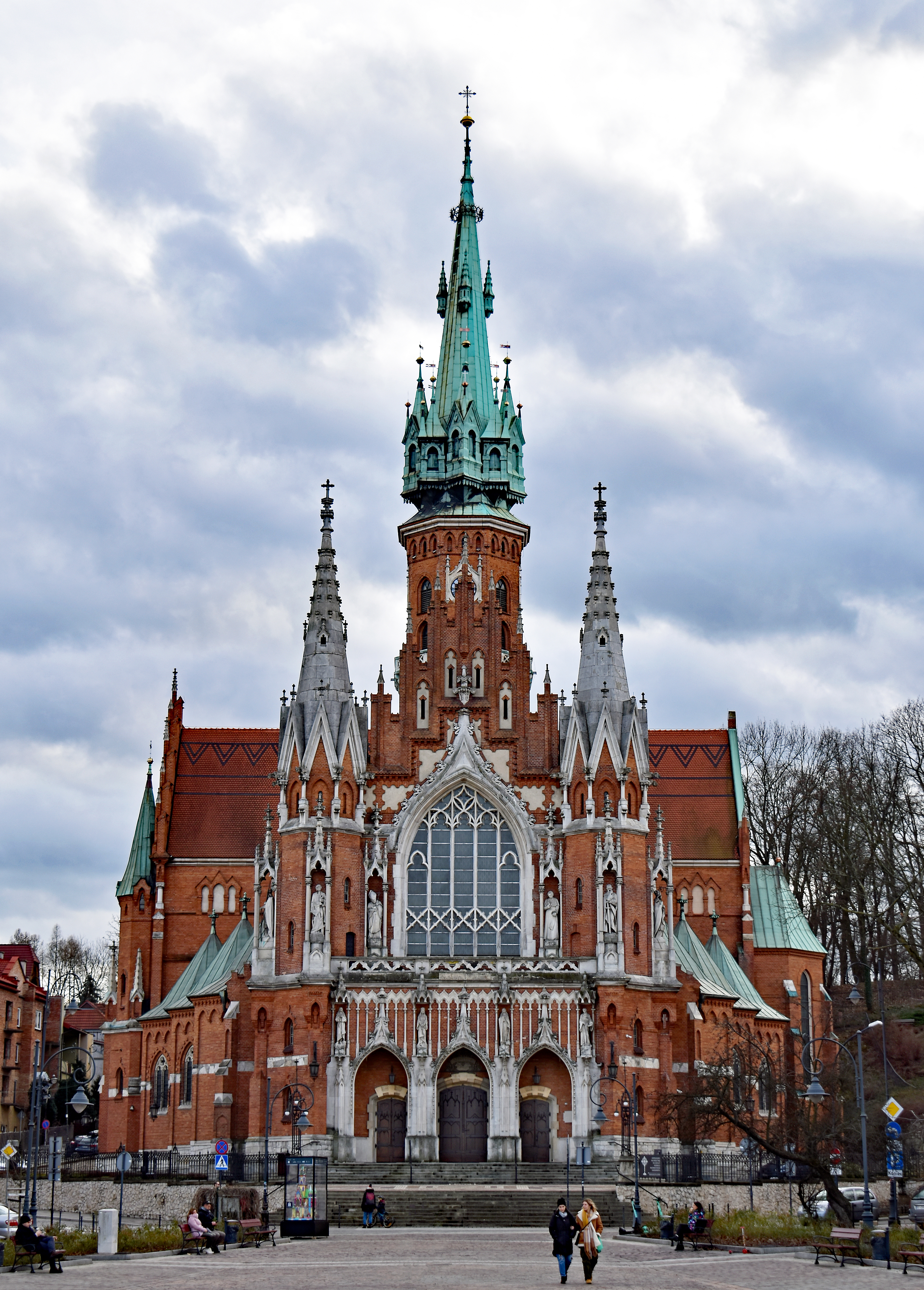
Vista desde la Plaza de Podgórze.
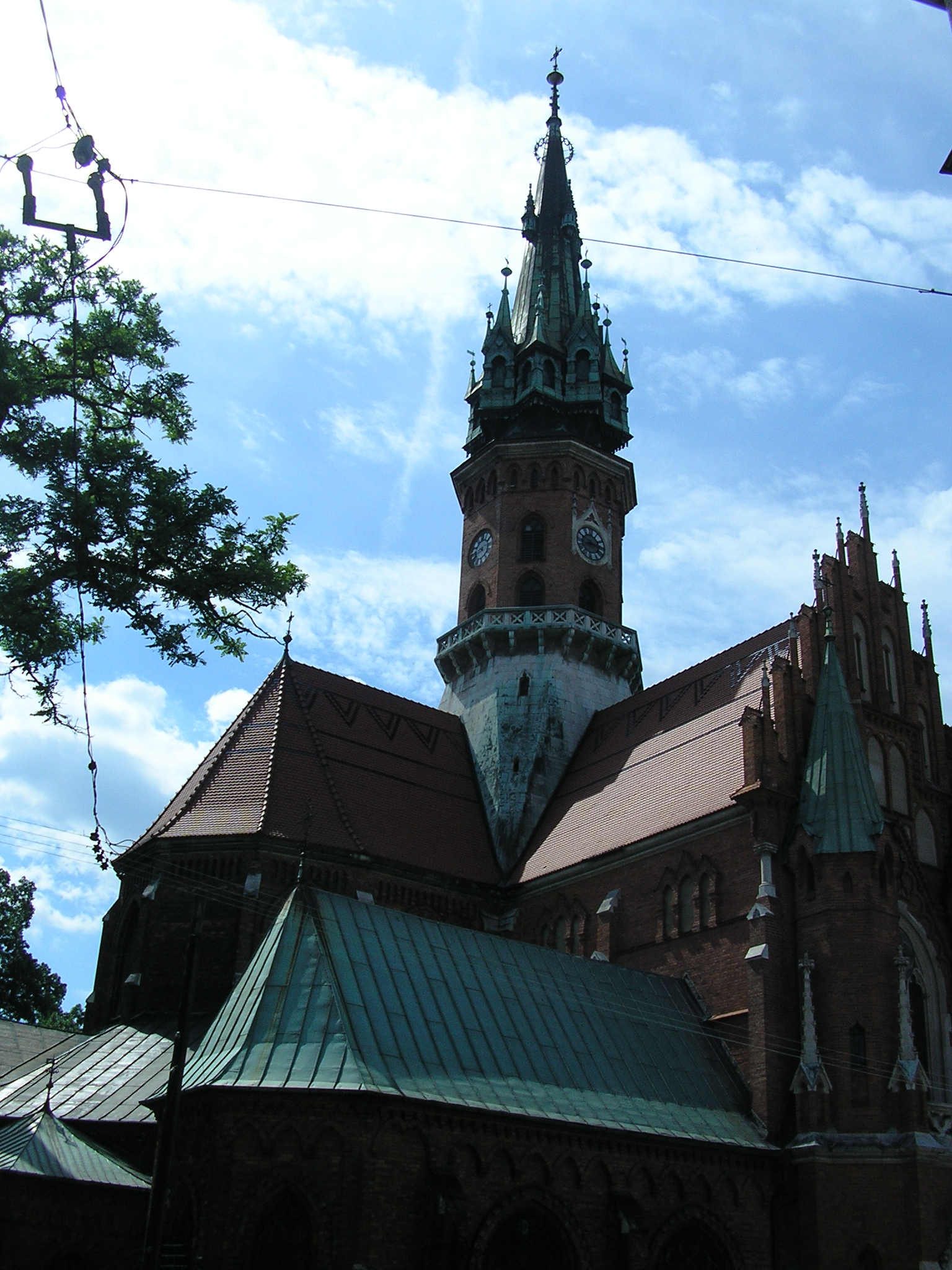
Torre central
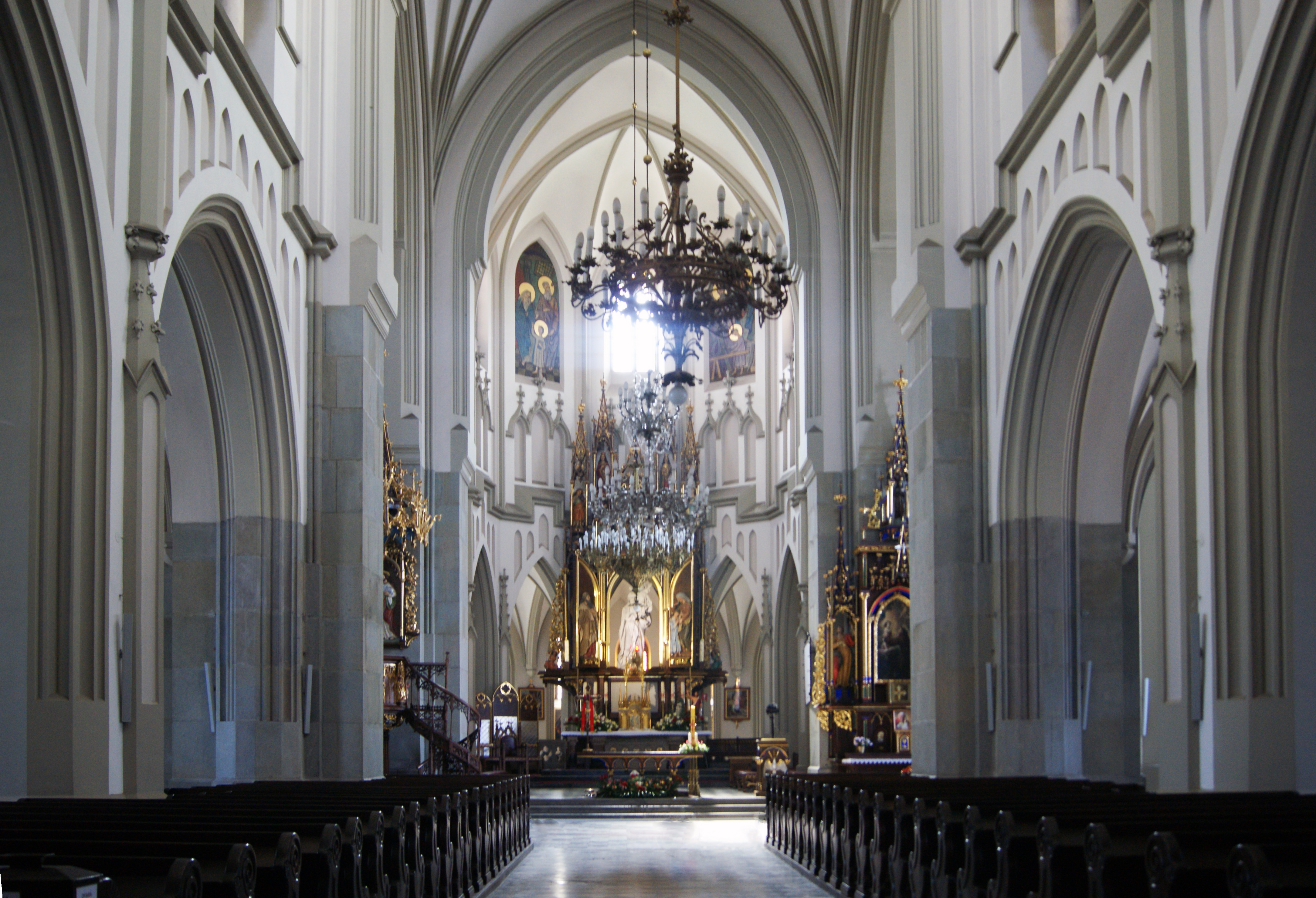
Vista interior
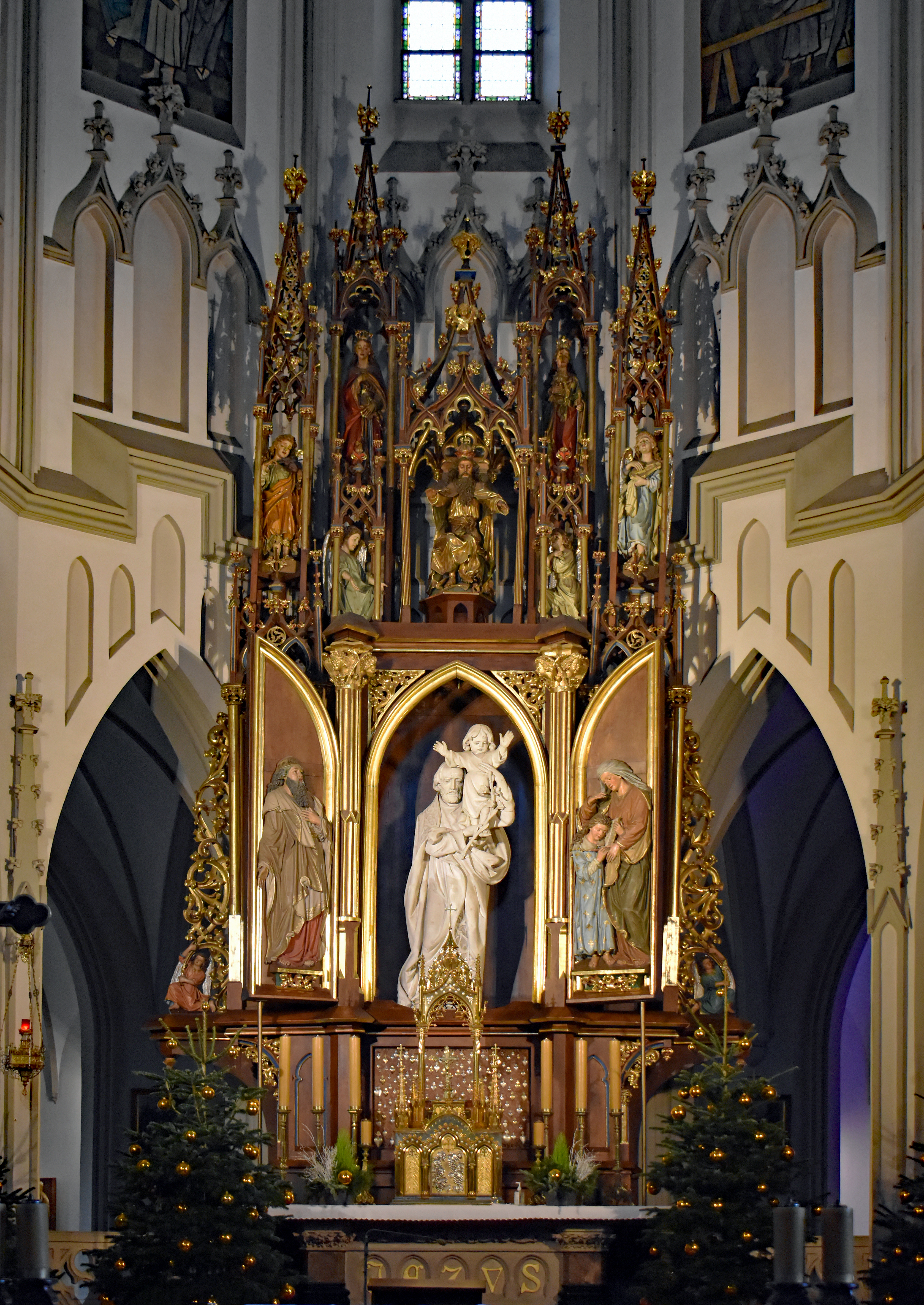
Altar mayor.
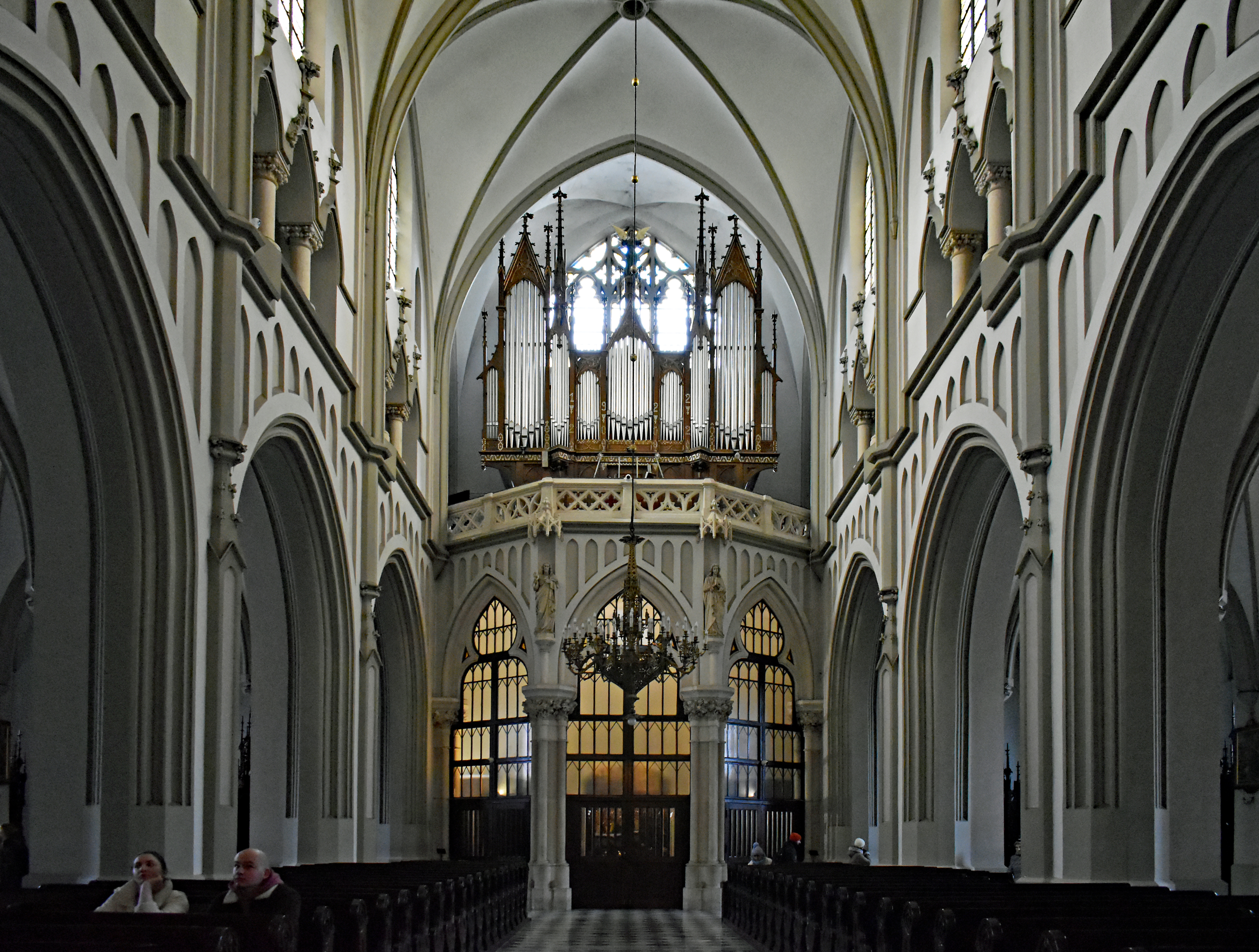
Interior, coral y órgano.